# Моджевек (Пйотрковський повіт)
Моджевек (пол. Modrzewek) — село в Польщі, у гміні Вольбуж Пйотрковського повіту Лодзинського воєводства.